# Benno Ganser
Benno Ganser OSB (* 15. November 1728 in München; † 5. August 1778 in Oberaltaich) war ein deutscher römisch-katholischer Mönch, Theologe und Naturforscher.

## Leben
Nach dem Studienabschluss trat er in die Benediktinerabtei in Oberaltaich ein, wo er sich mit Theologie und Naturkunde befasste. 1761 erhielt er eine Silbermedaille der Bayerischen Akademie der Wissenschaften und wurde dort aufgenommen. Für seine Abhandlung über die Nutzung von Torferde erhielt Ganser erneut eine Silbermedaille der Akademie.
1763 wurde er Professor für Philosophie in Salzburg. Nach drei Jahren kehrte er in die Abtei Oberaltaich zurück, wo er Theologie lehrte. Er starb dort am 5. August 1778 im Alter von 49 Jahren.

## Veröffentlichungen (Auswahl)
- 1757 Castrum doloris piissimo funeri abbatis Dominici erectum,
- 1758: Systema S. patris Augustini de divina gratia actuali abbreviatum et eiusdem continuatio
- 1759: Auctoritas Romani pontificis a calumniis D. Huthii, professoris Erlangensis, vindicata
- 1760: Doctrinae ex universa theologia per modum syst. theolog.
- Abhandlung von Benutzung der Torferde und der moosigten Gründe; in den Abhandlungen der kurbaier. Akademie der Wissenschaften B. III. Abth. 2. S. 213–246.
- 1766: Abhandlung von Benutzung der Torferde und der moosigten Gründe, in den wahren Mitteln, die k. k. Erbländer in florissantern Zustand zu setzen, 4, Nürnberg .
- 1764: Cogitationis humanae naturalis rat. principia et genes. ord. perfect. et defect. adiumenta ab auctoritate etc. Salisburgi
- 1765: Cogitat. hum. subiectum, seu mentis humanae obiectum primarium, seu Deus .
- 1765: Observationes botanicae circa nutritionem et anatomiam plantarum, 4. Salisb. .
- 1765: Observationes mineralogicae circa genesin minerarum et metallorum, 4. Salisb.
- 1766: Minister sacramenti matrimonii, 4. Straub.
- 1766: Varii status mentis humanae, disput. finali subiecti, unacum epistola de statu mentis separatae a corpore suo a se iam anno 1762 ad nobilem Danum data, qui in novellis Erlangesibus anno 1762 n. 15 sibi explicari petiit, an talis anima adhuc libera, activa et cogitativa sit, 4. Straub.